# 審神者
審神者（さにわ、歴史的仮名遣いでは「さには」）とは、古代の神道の祭祀において神託を受け、神意を解釈して伝える者のことである。
元は「清庭」（さやにわ）の意味で、神を祭り神託を受けるために斎み清められた庭（場所）のことを指す語であった。そこから転じて、同所で神託を受ける者の称ともとなった。
『古事記』の仲哀天皇の段に、天皇が琴を弾き、武内宿禰が沙庭（さにわ）に居て神の命を請うたという記述がある。ここで沙庭は場所の意味であるが、宿禰が審神者を務めたということになる。その後の記述では、神が神功皇后に乗り移り、神託を述べたとあり、祭神の一柱として神功皇后を祀る愛媛県松山市の伊佐爾波神社では社名の由来とされている。『日本書紀』の神功皇后9年（209年）3月には、皇后が自ら神主となり、宿禰に琴を弾かせ、中臣氏の祖と伝えられる中臣烏賊津使主を審神者としたと記されており、福岡県久山町の審神者神社が祭神として中臣烏賊津使主を祀っている。
祭祀において神霊を呼び寄せる際に琴を奏した事から、後には神楽で琴を弾く者に対しても「さにわ」と称するようになった。平安時代の『政事要略』に「今琴弾之者を以て佐爾波（さにわ）と云、偏に以て神遊に供奉す」とある。
近現代の新宗教教団においては、人についた神や霊の正体を明かしたり、その発言の正邪を判断したりする者のことを審神者と称している。